# Verea
Verea település Spanyolországban, Ourense tartományban. Verea Quintela de Leirado, Celanova, A Bola, Rairiz de Veiga, Bande, Lobeira és Melgaço községekkel határos. Lakosainak száma 955 fő (2024).

## Népesség
A település népessége az elmúlt években az alábbi módon változott:
| Lakosok száma | 1483 | 1398 | 1272 | 1269 | 1150 | 1059 | 956  | 943  | 944  | 955  |
|               | 2001 | 2004 | 2007 | 2009 | 2012 | 2014 | 2017 | 2019 | 2022 | 2024 |